# Fabiana Alvarez
Fabiana Alvarez Rodrigues (São José do Rio Preto, 26 de outubro de 1976) é uma ex-atriz e dubladora brasileira. Afastou-se da carreira em 2010 após se casar com o jogador Gabriel Rodrigues, com quem se mudou para a Florida, nos Estados Unidos, em 2015.

## Biografia e carreira
Iniciou a careira como cantora aos 13 anos de idade, fazendo parte do grupo As Petitas, formado em Ribeirão Preto. Deixou o grupo após ser aprovada para se tornar uma das Paquitas, mas desistiu após o pai não consentir sua mudança para o Rio de Janeiro.
Desistindo da carreira de cantora, Fabiana se tornou modelo e venceu o concurso Miss Camiseta Molhada de Ribeirão Preto. Depois disso, decidiu ser atriz e fez curso na Célia Helena Centro de Artes e Educação. Em 1997, era ouvinte da oficina de atores da Rede Globo e fez teste para integrar o Grupo Ornitorrinco, de Cacá Rosset, ao lado de Igor Cotrim. Se lançando em telenovelas no ano seguinte, teve personagens de destaque nas tramas Esmeralda e Maria Esperança, ambas do SBT. Ficou conhecida nacionalmente ao participar da primeira edição do reality show A Fazenda, da Rede Record, substituindo Bárbara Koboldt, que havia desistido de participar do programa.

## Vida pessoal
Por três anos, namorou o cantor Luciano Camargo. Atualmente, mora nos Estados Unidos com seu marido, o jogador de futebol Gabriel Rodrigues dos Santos. Juntos tem uma filha, Estella.

## Filmografia

### Televisão
| Ano  | Título              | Personagem         |
| ---- | ------------------- | ------------------ |
| 1998 | Estrela de Fogo     | Laura              |
| 1998 | A História de Ester | Nefertiti          |
| 1999 | Louca Paixão        | Juliana            |
| 2000 | Marcas da Paixão    | Celeste            |
| 2001 | Roda da Vida        | Karine             |
| 2001 | O Direito de Nascer | Laura              |
| 2002 | O Clone             | Zuleika            |
| 2004 | Metamorphoses       | Ritinha            |
| 2005 | Esmeralda           | Patrícia Perez     |
| 2007 | Maria Esperança     | Renata Albuquerque |
| 2009 | A Fazenda           | Ela mesma          |
| 2015 | Chiquititas         | Joana Campos       |

### Dublagem
| Ano     | Título     | Papel                 |
| ------- | ---------- | --------------------- |
| 2018–19 | Minha Vida | Hatice / Nesse / Esma |